# Finnegan Oldfield
Finnegan Oldfield es un actor franco-británico nacido el 10 de enero de 1991 en Lewes.

## Filmografía

### Telefilmes
- 2003 : L'Île Atlantique de Gérard Mordillat : Jean-Baptiste Seignelet
- 2011 : La Mer à l'aube  de Volker Schlöndorff : Gilbert Brustlein
- 2014 : Ceux qui dansent sur la tête de Magaly Richard-Serrano : Frenzy

### Series de televisión
- 2005 : PJ  Temporada 9, episodio 8 : En petits morceaux de Gérard Vergez : Lionel
- 2007 : La Commune : François Lazare
- 2010 : Engrenages, Temporada 3, de Jean-Marc Brondolo : Dylan
- 2014 : Braquo, Temporada 3, episodio 3 : Odessa de Frédéric Jardin

### Cine
- 2023 : Arácnidos